# معاهدة أثينا

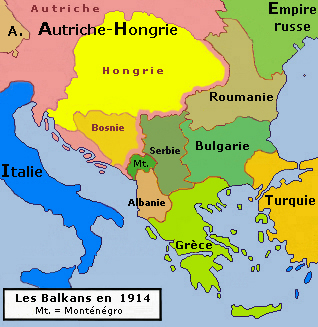
خريطة شبه جزيرة البلقان سنة 1914

معاهدة أثينا هي معاهدة وُقعت بين الدولة العثمانية ومملكة اليونان في 14 نوفمبر 1913م أنهت رسمياً القتال بينهما بعد حربي البلقان وتم بموجبها التنازل عن مقدونيا -بما في ذلك مدينة سالونيك الرئيسية - ومعظم إبيروس والعديد من جزر بحر إيجه لصالح اليونان.

## الخلفية
في حرب البلقان الأولى تمت هزيمة الدولة العثمانية من قبل تحالف بلغاريا وصربيا واليونان والجبل الأسود، وفقد العثمانيون جميع ممتلكاتهم الأوروبية تقريباً التي كانت قد تقلصت إلى بعض الأراضي الصغيرة حول بحر مرمرة بموجب معاهدة لندن. تمكن العثمانيون من استرداد تراقيا الشرقية خلال حرب البلقان الثانية عندما حاجمت بلغاريا حلفائها السابقين وهُزمت من قبل القوات المشتركة من جميع الدول المجاورة لها.
خلال حرب البلقان الأولى أثناء القتال ضد العثمانيين احتلت اليونان معظم إبيروس جنوب مقدونيا ومدينة سالونيك الساحلية الكبيرة ومعظم جزر بحر إيجه (باستثناء دوديكانيسيا المحتلة من قبل إيطاليا). في الحرب الثانية قامت بتوسيع أراضيها في مقدونيا أخرى على حساب بلغاريا، وحيث أن تراقيا الغربية لا تزال تحت السيطرة البلغارية (ستتنازل عنها فيما بعد إلى اليونان في 1919 بموجب معاهدة نويي) فلم يكم لليونان أية حدود برية مشتركة مع الدولة العثمانية. ظلت التوترات اليونانية التركية مع ذلك عالية؛ حيث رفضت الحكومة العثمانية قبول السيطرة اليونانية على جزر شمال شرق بحر ايجه.

## شروط المعاهدة
كانت شروط المعاهدة على النحو التالي:-
1. اعتراف الدولة العثمانية بالمكاسب اليونانية في سلانيك ويوانينا والأراضي المحيطة بهما.
2. اعتراف الدولة العثمانية بالسيادة اليونانية على جزيرة كريت التي كانت دولة مستقلة تحت السيادة العثمانية منذ عام 1897.
3. منح حقوق الأقلية للأتراك الذين يعيشون في الأراضي اليونانية المحتلة حديثاً.

القضية الأكثر أهمية التي بقيت بدون حل كانت مصير جزر شمال بحر ايجه (لسبوس
وخيوس ويمنوس وجوكشيادا وبوزجادا ) الذي ضمتهم اليونان خلال الحرب. تُركت القضية إلى تحكيم القوى العظمى التي منحتهم جميعاً لليونان في فبراير عام 1914 ما عدا جوكشيادا وبوزجادا. رفضت الإمبراطورية العثمانية التخلي عن مطالبها فاندلعت الأزمة التي أدت إلى سباق تسلح بحري خلال 1913–1914 والتحضير ليتجدد الصراع على كلا الجانبين، وتم نزع فتيل الموقف باندلاع الحرب العالمية الأولى.

## التبعات
بعد هزيمة الدولة العثمانية في الحرب العالمية الأولى، سيطرت اليونان لفترة من الوقت على تراقيا الشرقية حتى خط كاتالكا وكذلك جوكشيادا وبوزجادا في منطقة بالأناضول حول إزمير (معاهدة سيفر)، لكنها اضطرت إلى التنازل عنهم إلى جمهورية تركيا بموجب معاهدة لوزان.